# 马恩达沃
马恩达沃（Mandav），是印度中央邦Dhar县的一个城镇。总人口8545（2001年）。

## 人口
该地2001年总人口8545人，其中男性4369人，女性4176人；0—6岁人口1750人，其中男911人，女839人；识字率31.69%，其中男性为40.92%，女性为22.03%。